# I See a Star
«I See a Star» (título original en neerlandés: «Ik zie een ster») fue la canción neerlandesa en el Festival de la Canción de Eurovisión de 1974, interpretada en inglés por el dúo Mouth & MacNeal.

## Escritura y temática
La canción fue compuesta y producida por Hans van Hemert y escrita por Gerrit den Braber, un dúo con varias entradas anteriores en su haber. Líricamente, la canción es un dueto de amor, en el que los cantantes se dicen mutuamente que su amor les ha ayudado a ver el mundo de una manera nueva. En otras palabras, la “estrella” del título se encuentra en los ojos del amante. Más tarde, Mouth reveló una segunda explicación de la letra cuando afirmó en una entrevista que la canción trataba sobre las similitudes entre enamorarse y consumir cannabis.

## Composición y arreglos
Musicalmente es una melodía sencilla, adornada con varios instrumentos diferentes, incluido un organillo con una colección de títeres. Big Mouth, en sus interpretaciones en vivo de la canción, toca el organillo cuando se menciona en la letra de la canción (“Dan speel ik er een stukkie orgel bij”, lit. “Entonces tocaré un poco el órgano”).

## Festival de la Canción de Eurovisión

### Selección interna

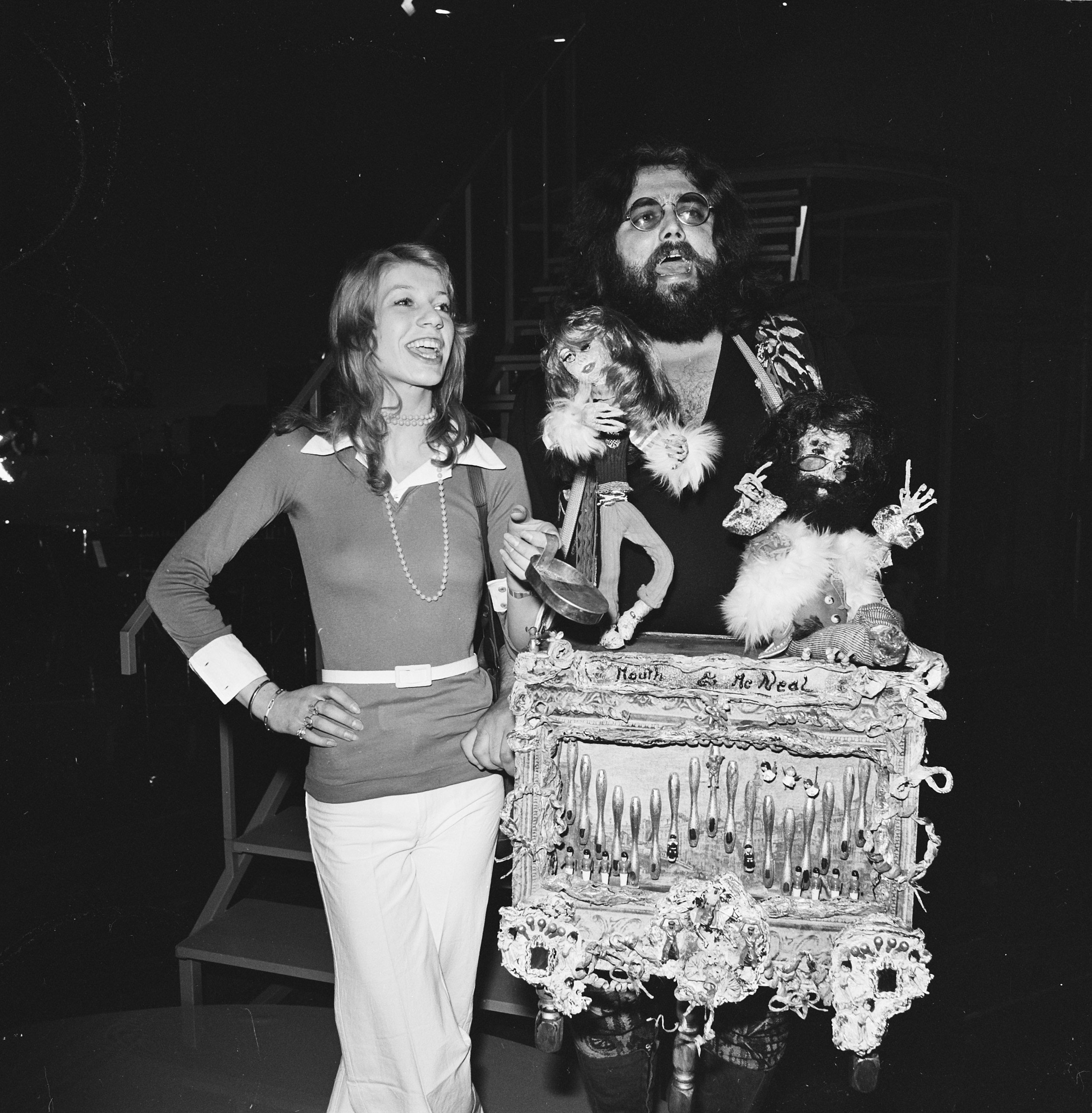
Mouth & MacNeal durante la 17.ª edición del Nationaal Songfestival en Utrecht, 1974.

El dúo Mouth & MacNeal fue seleccionado internamente por la emisora Nederlandse Omroep Stichting (NOS) para ser los representantes neerlandeses. La 17.ª edición del Nationaal Songfestival se celebró el 27 de febrero de 1974 en el Jaarbeurs de Utrecht, bajo el anfitrión Willem Duys . Sólo tres canciones fueron interpretadas y votadas por un jurado. «Ik zie een ster» resultó ser el gran ganador, con 79 puntos a su favor; «Liefste», el lado B del sencillo, también fue interpretada en el Nationaal Songfestival, quedando en el segundo lugar con 19 puntos.

### En Eurovisión
El Festival de la Canción de Eurovisión 1974 se llevó a cabo en el The Dome, en Brighton, Inglaterra.
La regla del idioma libre se aplicó en 1974, por lo que antes del concurso la canción se tradujo al inglés como «I See a Star» y se interpretó en inglés en la final. En la noche de la final, Mouth & MacNeal interpretó en el duodécimo lugar de la noche, después del belga Jacques Hustin con «Fleur de liberté» y antes de la irlandesa Tina Reynolds con «Cross Your Heart». En 1974, el sistema de votación volvió a ser de diez miembros del jurado en cada país con un voto para cada modelo, y al final de la votación «I See a Star» había recibido 15 puntos de diez países, colocando a Países Bajos en tercer lugar de los 17 participantes.

## Recepción de la crítica
En los meses previos al Festival de la Canción de Eurovisión de 1974, «I See a Star» era considerada una de los favoritas para ganar el concurso. El historiador del concurso, John Kennedy O'Connor, sostiene en su libro The Eurovision Song Contest – The Official History que las “payasadas” involucradas en la presentación pueden, en última instancia, haber perjudicado las posibilidades de que la canción ganara.

## Otras versiones
Además de la versión inglesa y su versión neerlandesa, la canción también fue grabada por Mouth & MacNeal en francés bajo el título «L'amour au pas» y en alemán bajo el título «Ein goldner Stern».

## Posicionamiento

### Gráfica semanal
| Gráfica (1974)                       | Pico de posición |
| ------------------------------------ | ---------------- |
| Bélgica (Flandes) (Ultratop Singles) | 32               |
| Irlanda (Irish Singles Chart)        | 1                |
| Noruega (VG-lista)                   | 3                |
| Reino Unido (UK Singles Chart)       | 8                |
| Suecia (Sverigetopplistan)           | 3                |

| Gráfica (1974)                       | Pico de posición |
| ------------------------------------ | ---------------- |
| Bélgica (Flandes) (Ultratop Singles) | 4                |
| Países Bajos (Nederlandse Top 40)    | 3                |
| Países Bajos (Single Top 100)        | 3                |

### Gráfica de fin de año
| Gráfica (1974)                       | Pico de posición |
| ------------------------------------ | ---------------- |
| Bélgica (Flandes) (Ultratop Singles) | 40               |
| Países Bajos (Nederlandse Top 40)    | 15               |
| Países Bajos (Single Top 100)        | 20               |